# Nuccia Focile
Nuccia Focile (Militello in Val di Catania, 25 novembre 1961) è un soprano italiano.

## Biografia
Nata in Sicilia, studiò canto a Torino con Elio Battaglia e debuttò nel 1982 come prima conversa in Suor Angelica diretta da Bruno Bartoletti con Maria Chiara seguita dalla prima contadina ne Le nozze di Figaro diretta da Peter Maag con Wladimiro Ganzarolli al Teatro Regio di Torino dove nel 1984 è il primo eco nella prima assoluta di Gargantua di Azio Corghi diretta da Donato Renzetti seguita da Mimì ne La bohème diretta da Massimo de Bernart con Fiamma Izzo.
Nel 1985 è il Grillo parlante nella prima assoluta di Pinocchio di Marco Tutino diretta da Roberto Abbado con Oslavio Di Credico a Genova.
Nel 1986 è Oscar in Un ballo in maschera di Verdi diretta da Renzetti con Ottavio Garaventa e Lucio Gallo a Torino.
Debutta nel ruolo di Oscar ne Un ballo in maschera diretta da Gianandrea Gavazzeni con Maria Guleghina e Fiorenza Cossotto al Teatro alla Scala di Milano nel 1987. Nello stesso anno vinse il concorso International Pavarotti Competition a Filadelfia e cantò poi in diversi concerti con il famoso tenore.
Nel 1995 debuttò al Metropolitan Opera House nel ruolo di Mimì ne La bohème di Giacomo Puccini.
Successivamente cantò il ruolo di Elisabetta in Don Carlo di Verdi alla Welsh National Opera, Despina in Così fan tutte di Mozart al Metropolitan Opera House e alla Lyric Opera di Chicago, Adina in L'elisir d'amore di Donizetti all'Opéra de Monte-Carlo, Mimì al Teatro Comunale di Bologna e alla Seattle Opera e Musetta (La bohème) alla Royal Opera House di Londra.
Ella dona una "quasi insopportabile amarezza" a Mimì, il suo ruolo più riuscito. Fra gli altri ruoli da lei interpretati: Donna Elvira in Don Giovanni, Ifigenia in Ifigenia in Tauride di Gluck, Nedda in Pagliacci di Leoncavallo, Alice Ford in Falstaff di Verdi, la contessa ne Le nozze di Figaro di Mozart, la protagonista in Maria Golovin di Gian Carlo Menotti, Desdemona in Otello di Verdi, Violetta ne La traviata di Verdi, Tatiana in Eugenio Onegin di Čajkovskij e molti altri ancora.
Ha realizzato diverse registrazioni con Philips, Opera Rara e Telarc, comprese tre opere di Mozart dirette da Charles Mackerras.
Vive vicino a Dinas Powys, Galles, con suo marito, il tenore inglese Paul Charles Clarke e la loro figlia Antonia.